# 5.º Regimiento de las Fuerzas Navales Especiales de Kure
El 5.º Regimiento de las Fuerzas Navales Especiales de Kure era un batallón de infantería naval de las Fuerzas Navales Especiales Japonesas de la Armada Imperial Japonesa.
La unidad se formó en el Distrito Naval de Kure el 1 de mayo de 1942, en previsión de la batalla de Midway. Tras la derrota de la Armada Imperial Japonesa en Midway, parte del 5.º  Regimiento de Kure participó como una de las principales fuerzas de desembarco en la batalla de Milne Bay. La unidad sobrevivió a la batalla, aunque con bajas considerables y fue disuelta poco después.

## Comandante
- Shojiro Hayashi